# Rudolf Schütz

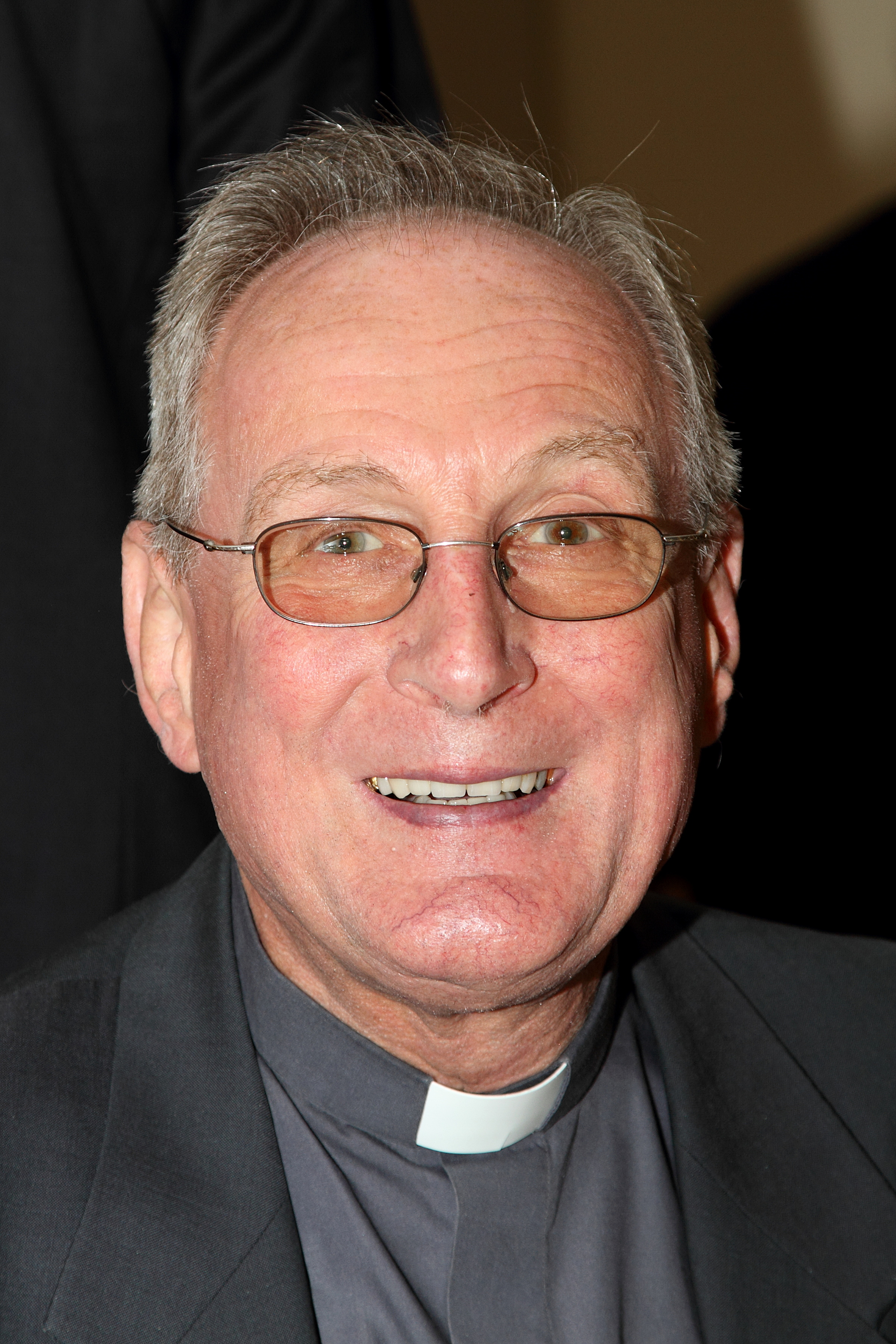
Rudolf Schütz im Mai 2013

Rudolf Schütz (* 1. Februar 1939 in Wien; † 21. Mai 2024 ebenda) war von 1994 bis 2004 Militärgeneralvikar des Österreichischen Militärordinariats.

## Leben
Nach der Matura 1958 studierte Schütz Theologie an der Wiener Universität. Er empfing am 29. Juni 1964 durch Kardinal Franz König die Priesterweihe und feierte Primiz am 5. Juli 1964 in der Pfarrkirche St. Paul in Wien-Döbling. Anschließend wirkte er in seiner Kaplanszeit in Mannersdorf am Leithagebirge. Zum Militärkaplan der Reserve wurde er 1968 in Götzendorf an der Leitha und war 1970 bis 1985 Militärpfarrer beim Militärkommando Niederösterreich.
Militärbischof Christian Werner ernannte ihn am 1. April 1994 zum Generalvikar des Österreichischen Militärordinariats und drei Monate später Bundespräsident Thomas Klestil zum Militärgeneralvikar. 2004 wurde Franz Fahrner sein Nachfolger im Amt.
Von 2006 bis 2017 wirkte er als Prior für die Komturei Wien des Ritterordens vom Heiligen Grab zu Jerusalem.
Schütz verstarb nach längerer Krankheit am 21. Mai 2024 in Wien.

## Auszeichnungen
- Kaplan Seiner Heiligkeit 1983
- Goldenes Ehrenzeichen für Verdienste um die Republik Österreich
- Silbernes Komturkreuz des Ehrenzeichens für Verdienste um das Land Niederösterreich[3]
- Großes Ehrenzeichen für Verdienste um die Republik Österreich (1952)[4]
- Goldenes Bundesehrenkreuz des Österreichischen Kameradschaftsbundes